# Spoelhoren
De spoelhoren (Acteon tornatilis) is een slakkensoort uit de familie van de Acteonidae. De wetenschappelijke naam van de soort werd in 1758 voor het eerst geldig gepubliceerd door Carl Linnaeus.

## Kenmerken
De spoelhoren is een primitieve zeeslak in een dikke, ondoorzichtige, roze, uitwendige schelp van maximaal 2-3 cm die wordt gemarkeerd door 1-3 witte banden op de lichaamskrans en één witte band op de rest. Aan weerszijden van elke band is een smalle marge van donkerroze. Het kan zijn hele lichaam terugtrekken in zijn schelp, die vervolgens wordt afgesloten door een amberkleurig operculum. De schelpopening is goed voor twee derde van de schelplengte. In de lip van de schaal bevindt zich een onderscheidende tand. De kop van de spoelhoren heeft vier grote lobben en een kopschild die wordt gebruikt om korte tunnels door schoon, fijn zand te graven, samen met een kleine voet met stompe, propodiale tentakels. Aan de binnenkant van de schelp zitten gevouwen mantelflappen.

## Leefwijze
Zijn voedsel bestaat uit een bepaald soort zeewier (zeesla) en micro-organismen uit de oppervlaktelagen van het zand waarin hij leeft.

## Verspreiding en leefgebied
Deze soort komt voor in Europa op zanderige zeebodems en is aanwezig in de Faeröer, Shetlandeilanden, Noorwegen, Britse kusten, de Atlantische kusten van Frankrijk tot aan de Middellandse Zee en de Zee van Marmara. Leeft voornamelijk in de diepere delen van de Noordzee, doch langs de hele zuidoostelijke Nederlandse Noordzeekust spoelen regelmatig lege huisjes van de spoelhoren aan.